# El Cantarell
El Cantarell és una casa de pagès situada al terme municipal de Vic, uns 50 metres a l'est del riu Gurri i 200 metres del medieval Pont d'en Bruguer. Pertany a la parròquia de Calldetenes. La propietat i la masoveria de la casa estan en mans de les dues mateixes famílies des de 1887, quan Martí Genís i Aguilar va comprar la casa i les terres. És una obra protegida com a Bé Cultural d'Interès Local.

## Descripció
Edifici civil. Masia de planta rectangular amb la façana orientada a migdia i coberta a quatre vessants. A la part esquerra s'hi adossa un cos de porxos i altres dependències agrícoles que, junt amb el mur, tanquen la lliça, a la qual s'accedeix per un portal rectangular amb llinda de fusta protegida per una teuladeta. El portal de la masia també és rectangular i de pedra, com la finestra que té al damunt, les altres obertures tenen les llindes de fusta; al segons pis hi ha un balcó sota teulada amb barana da fusta.
És construïda amb pedra, fusta i morter de calç; també té alguns afegitons de maó, de construcció recent. L'estat de conservació és mitjà.

## Història
És un mas de construcció rònega però de llarga existència, ja que el trobem registrat al fogatge del segle xvi de la parròquia i fora murs de la ciutat de Vic. Està inscrit com LO CANTARELL.
És una de les masies de les rodalies de Vic que es dedica plenament a l'activitat agrícola.